# Älvsborgsgruppen
För andra betydelser, se Älvsborg (olika betydelser).
Älvsborgsgruppen var en svensk militärdistriktsgrupp inom Hemvärnet som verkade åren 1998–2004. Förbandsledningen var förlagd i Borås garnison i Borås.

## Historik
Inför försvarsbeslutet 1996 föreslog regeringen till riksdagen att antalet försvarsområdesstaber skulle reduceras, detta med bland annat hänvisning till den då pågående översynen av länsindelningarna. Där bland annat Göteborgs och Bohus län, Skaraborgs län och Älvsborgs län den 1 januari 1998 bildade Västra Götalands län. Inom Södra militärområdet innebar det att fem försvarsområdesstaber skulle avvecklas senast den 31 december 1997. De fem staber som föreslogs för avveckling återfanns i Borås, Kalmar, Skövde, Växjö och Ystad. Gällande staben i Borås föreslogs den tillsammans med staben i Göteborg och Skövde att bilda ett gemensamt försvarsområde. Även om den nya organisationen skulle gälla från den 1 januari 1998, så avvecklades Älvsborgs regemente inte förrän den 30 juni 1998 och från den 1 juli 1998 kom Älvsborgs försvarsområde att integreras i Västra Götalands försvarsområde. Detta på grund av att försvarsområdena skulle följa den geografiska länsindelningen. Som stöd till hemvärn och frivilligverksamheten inom före detta Älvsborgs län och före detta Älvsborgs försvarsområde bildades försvarsområdesgruppen Älvsborgsgruppen.
Som ett led i försvarsbeslutet 2000 avvecklades försvars- och militärområdena den 30 juni 2000 och från och med den 1 juli 2000 organiserades i dess ställe Militärdistrikt. Därmed avvecklades bland annat Västra Götalands försvarsområde. De nya militärdistrikten motsvarade geografiskt sett de gamla militärområdena. Den stora skillnaden var att militärdistrikten var den lägsta nivån där chefen var territoriellt ansvarig. Inom militärdistrikten organiserades militärdistriktsgrupper, i regel en för varje län. Inom Västra Götalands län omorganiserades den 1 juli 2000 de fyra försvarsområdesgrupperna Bohusdalgruppen, Göteborgsgruppen, Skaraborgsgruppen och Älvsborgsgruppen till militärdistriktsgrupper, vilka i sin tur underställdes Södra militärdistriktet.
Inför försvarsbeslutet 2004 föreslog regeringen för riksdagen, efter förslag från Försvarsmakten, att reducera antalet militärdistriktsgrupper. Då det enligt Försvarsmakten skulle organiseras färre hemvärnsförband, men bättre utbildade och uppfyllda förband. Försvarsbeslutet innebar bland annat att Älvsborgsgruppen skulle upplösas och avvecklas den 31 december 2004. Från och med 1 januari 2005 övergick verksamheten till en avvecklingsorganisation, fram till att avvecklingen skulle vara slutförd senast den 30 juni 2006. Avvecklingsorganisationen upplöstes i sin tur den 30 juni 2005, då avvecklingen av förbandet var slutförd. Gruppens hemvärnsbataljoner, tillsammans med övriga frivilliga försvarsorganisationer inom före detta Älvsborgs län, överfördes den 1 juli 2005 till Göteborgsgruppen som antog det nya namnet Elfsborgsgruppen.

## Ingående enheter
Gruppen var förlagd i Borås och dess främsta uppgift var att utbilda hemvärn och stödja frivilligverksamheten i Sjuhäradsbygden. Vid nedläggningen organiserades två hemvärnsbataljoner;
- Marks hemvärnsbataljon
- Norra Sjuhärads hemvärnsbataljon

## Förläggningar och övningsplatser
Efter att Älvsborgs regemente hade avvecklats 1997, och Älvsborgsgruppen bildades, kom gruppen att överta delar av kasernområdet i Borås. När sedan Älvsborgsgruppen avvecklades, kvarstod Försvarsmakten från 2006 som hyresgäst till en mindre lokal inne på det före detta kasernområdet. Lokal användes som truppserviceförråd och expedition för Älvsborgs hemvärnsbataljon. Hyresvärden sade upp Försvarsmaktens hyreskontrakt 2010, och efter 96 år lämnade Försvarsmakten regementsområdet på Göta för gott. Älvsborgs hemvärnsbataljon flyttade till nya lokaler i Borås. Efter att den militära närvaron försvunnit från området har civila företag successivt flyttat in på gamla regementsområdet där Borås kommun har byggt en företagspark kombinerat med bostäder, som passande nog fått namnet "Regementet".

## Heraldik och traditioner
Älvsborgsgruppen blev den 1 januari 1998 traditionsbärare för Älvsborgs regemente (I 15) och Älvsborgsbrigaden (IB 15). Något som överfördes på Elfsborgsgruppen den 1 juli 2005. Från den 1 juli 2012 förs Älvsborgs regementes traditioner vidare av Göteborgs södra bataljon, Göteborgs norra bataljon, Göteborgs skärgårdsbataljon samt Älvsborgsbataljonen.
År 2002 instiftades Älvsborgsgruppens förtjänstmedalj i guld (ÄlvsbgrpGM), vilken sedan 2005 övertagits av Elfsborgsgruppen, och med det ändrat stavningen till Elfsborgsgruppens förtjänstmedalj. I samband med nationaldagsfirandet den 6 juni 2005, överlämnade chefen för Älvsborgsgruppen gruppens fana till Göteborgsgruppen.

## Förbandschefer
- 1998–2000: Major Erling Edvardsson
- 2000–2004: Överstelöjtnant Falco Güldenpfennig
- 2004–2005: John-Olof Fridh

## Namn, beteckning och förläggningsort
| Älvsborgsgruppen                   | 1998-07-01 | – | 2004-12-31 |
| Avvecklingsområde Älvsborgsgruppen | 2005-01-01 | – | 2005-06-30 |

| Borås garnison (F) | 1998-07-01 | – | 2005-06-30 |